# Митне регулювання
М́итне регулювáння — регулювання питань, пов'язаних із виконанням митних формальностей, зокрема, встановленням митних платежів, процедурами митного контролю, організацією діяльності органів митного контролю України тощо.

## Митне регулювання: коментар чинного законодавства
Відповідно до статті 13 Закону України «Про зовнішньоекономічну діяльність» «Принципи митного регулювання при здійсненні зовнішньоекономічної діяльності» Україна самостійно здійснює митне регулювання зовнішньоекономічної діяльності на своїй території. Митну політику України визначає Верховна Рада України.
Митне регулювання зовнішньоекономічної діяльності здійснюється згідно із Законом України "Про зовнішньоекономічну діяльність", законами України про митне регулювання, Митним тарифом України та міжнародними договорами України.
Територія України становить єдиний митний простір, на якому діють митні правила України.
Митний тариф України визначається згідно з відповідним законом України та міжнародними договорами України. Митний тариф України встановлює на єдиній митній території України оподаткування митом предметів, що ввозяться на територію України або вивозяться з неї, або переміщуються транзитом її територією.
Митний контроль та митне оподаткування на території спеціальних економічних зон регулюються спеціальними законами України та міжнародними договорами, які встановлюють спеціальний правовий режим цих зон у кожному окремому випадку. До суб'єктів зовнішньоекономічної діяльності (іноземних суб'єктів господарської діяльності), які провадять демпінг, а також тих держав, які застосовують щодо України дискримінаційні дії, можуть вживатися митні заходи, передбачені статтями 29, 31 та 37 цього Закону.
Митні правила України, які повинні включати порядок декларування товарів, сплати мита та інших митних платежів, надання митних пільг та інші умови проходження митного контролю, встановлюються законами України про митне регулювання.
Відповідно до ч. 1 ст. 2 Митного кодексу України закони України з питань митної справи, нормативно-правові акти з питань митної справи, видані Кабінетом Міністрів України та центральним органом виконавчої влади, набирають чинності через 45 днів з дня їх офіційного опублікування, якщо інше не передбачено самим законом або нормативно-правовим актом, але не раніше дня їх офіційного опублікування. Згідно із ч.2 ст. 2 Митного кодексу України офіційним опублікуванням закону України з питань митної справи, нормативно-правового акта з питань митної справи, виданого Кабінетом Міністрів України, центральним органом виконавчої влади, вважається опублікування його повного тексту в одному з періодичних друкованих видань, визначених законодавством України як офіційні.

## Сучасне митне регулювання
Основні напрями реформування митного регулювання в Україні (згідно з документами, підписаними Україною та міжнародними фінансовими організаціями):
- адаптація Митного кодексу України відповідно до вимог СОТ і права ЄС;
- консультації з Всесвітньою митною організацією або іншим відповідним інститутом для розширення бази даних цін імпорту та створення бази даних цін імпорту, що охоплює 60% імпорту;
- поступове припинення застосування індикативних цін;
- створення спеціалізованих підрозділів для перевірки тарифної класифікації та оцінки після сплати мита;
- скасування експортного мита на живу худобу і шкіряну сировину і відмова від застосування будь-яких нових обмежень експорту;
- скасування звільнення від сплати імпортного мита за винятком пільг, що безпосередньо стосуються Чорнобильських програм, гуманітарної допомоги, двосторонніх і багатосторонніх технічних програм допомоги; кількість спеціальних іноземних інвестиційних проектів, на які можуть поширюватись подібні пільги, не повинна перевищувати п'яти;
- скорочення середньої величини імпортного тарифу до величини, що не перевищує 10% і відмова від надання будь-яких нових пільг зі сплати імпортного мита;
- скорочення максимальної тарифної ставки до 20% із декількома виключеннями, які мають охоплювати менш 0,5% загального обсягу імпорту тощо.[2]

У зв'язку із військовою агресією рф щодо Української держави істотних змін (зменшення, скасування, лібералізація тощо) зазнають митно-тарифні й нетарифні бар'єри на шляху вітчизняних товарів на товарні ринки ЄС та ін. держав-партнерів України, прискорюється реалізація ініціативи долучення України до нової комп'ютерної транзитної системи  (див. Конвенцію про процедуру спільного транзиту (NCTS) та Конвенцію про спрощення формальностей у торгівлі товарами).

### Правова регламентація митних відносин - засіб здійснення митного регулювання
Поняття Митне регулювання може бути представлене через поєднання змісту понять "митно-тарифне регулювання ЗЕД" і "нетарифне регулювання ЗЕД".
За аналогією із правовим регулюванням можна зробити припущення, що митне регулювання так само забезпечується за допомогою спеціально–створеного державою механізму. Варто виокремити три його елементи: норми національного та міжнародного митного права, органи державного управління митною справою, митні правовідносини.
1. Нормами, закріпленими в законах та інших правових актах, у т.ч. міжнародних, визначається модель зовнішньоекономічних та зовнішньополітичних відносин суб’єктів митного права (національного та міжнародного).
2. Органи державного управління митною справою, у т. ч. ДМСУ.
3. Відносини, урегульовані нормами законодавства , що виникають між органами державного управління митною справою та суб’єктами транскордонного переміщення товарів і предметів.

Таким чином, правова регламентація митних відносин є лише засобом здійснення митного регулювання. Митне регулювання не можна зводити лише до встановлення правил переміщення товарів і предметів, бо включає в себе, наприклад, ухвалення політичних рішень щодо митної та зовнішньоекономічної діяльності, у т.ч. оформлювані в концепціях, стратегіях, коротко - та довгострокових програмах дій органів виконавчої влади.

### Митне регулювання як діяльність уповноважених органів державної влади
Митне регулювання — це вплив держави в особі державних органів (насамперед — митних) на інших суб'єктів митних відносин з метою підпорядкування їхніх дій загальнодержавним економічним інтересам. Митне регулювання має дуалістичну природу. Предмет митного регулювання — це відносини, що виникають у зв'язку з управлінням митною системою. Предмет митного впливу — комплекс відносин, що виникають у зв'язку з переміщенням товарів і транспортних засобів через митний кордон.
На думку Мазура А.В., митне регулювання варто розуміти і як діяльність уповноважених органів державної влади із впорядкування митних і пов’язаних із ними відносин, що ґрунтується на сучасних уявленнях про шляхи й напрями розвитку митної політики держави, а також на відповідних міждержавних стандартах.
У контексті набуття Україною офіційного статусу кандидата в члени ЄС і подальшою перспективою вступу до цього інтеграційного об'єднання актуалізується завдання продовження порівняльно-правових досліджень механізмів митного регулювання в ЄС та Україні, започаткованого колективом авторів виданої 2005 року праці "Митне регулювання в ЄС та Україні: порівняльно-правове дослідження".